# Америчка сцена
Америчка сцена (енгл. American Scene) је назив за фигуративно сликарство у САД тридесетих година 20. века. Централна тма је било реалистично приказивање типичних америчких мотива: сцена са села и из малих градова. Уметнике овог правца називају и регионалистима јер имају склоност да описују регионалне особености у САД. Најзначајнији представници су Едвард Хопер и Томас Бентон.